# National Basketball Association 1975/1976
National Basketball Association 1975/1976 var den 30:e säsongen av den amerikanska proffsligan i basket. Säsongen inleddes den 23 oktober 1975 och avslutades den 11 april 1976 efter 738 seriematcher, vilket gjorde att samtliga 18 lagen spelade 82 matcher var.
Söndagen den 6 juni 1976 vann Boston Celtics sin trettonde NBA-titel efter att ha besegrat Phoenix Suns med 4-2 i matcher i en finalserie i bäst av 7 matcher.
All Star-matchen spelades den 3 februari 1976 i The Spectrum i Philadelphia, Pennsylvania. Eastern Conference vann matchen över Western Conference med 123-109.
Inför den här säsongen flyttade laget Kansas City-Omaha Kings från Omaha, Nebraska och blev ett renodlat lag från Kansas City, Missouri och blev därmed omdöpt till Kansas City Kings.

## Grundserien
Not: Pos = Position i konferensen, V = Vinster, F = Förluster, PCT = Vinstprocent
- Lag i GRÖN färg till en slutspelserie.
- Lag i RÖD färg har spelat klart för säsongen.

Eastern Conference
| Pos | Lag                | V  | F  | PCT  |
| --- | ------------------ | -- | -- | ---- |
| 1   | Boston Celtics     | 54 | 28 | .659 |
| 4   | Philadelphia 76ers | 46 | 36 | .561 |
| 5   | Buffalo Braves     | 46 | 36 | .561 |
| 8   | New York Knicks    | 38 | 44 | .463 |

| Pos | Lag                 | V  | F  | PCT  |
| --- | ------------------- | -- | -- | ---- |
| 2   | Cleveland Cavaliers | 49 | 33 | .598 |
| 3   | Washington Bullets  | 48 | 34 | .585 |
| 6   | Houston Rockets     | 40 | 42 | .488 |
| 7   | New Orleans Jazz    | 38 | 44 | .463 |
| 9   | Atlanta Hawks       | 29 | 53 | .354 |

Western Conference
| Pos | Lag               | V  | F  | PCT  |
| --- | ----------------- | -- | -- | ---- |
| 4   | Milwaukee Bucks   | 38 | 44 | .463 |
| 5   | Detroit Pistons   | 36 | 46 | .439 |
| 8   | Kansas City Kings | 31 | 51 | .378 |
| 9   | Chicago Bulls     | 24 | 58 | .293 |

| Pos | Lag                    | V  | F  | PCT  |
| --- | ---------------------- | -- | -- | ---- |
| 1   | Golden State Warriors  | 59 | 23 | .720 |
| 2   | Seattle SuperSonics    | 43 | 39 | .524 |
| 3   | Phoenix Suns           | 42 | 40 | .512 |
| 6   | Los Angeles Lakers     | 40 | 42 | .488 |
| 7   | Portland Trail Blazers | 37 | 45 | .451 |

## Slutspelet
Fem lag från den östra och den västra konferensen gick till slutspelet. Där möttes först det fjärde och femte seedade lagen i åttondelsfinaler (konferenskvartsfinaler) i bäst av 3 matcher där vinnaren fick möta konferensvinnaren i en kvartsfinalserie (konferenssemifinaler) medan det tvåan och trean inom samma konferens mötte varandra. De vinnande kvartsfinallagen inom sin konferens möttes sen i semifinalserier (konferensfinaler). Alla slutspelsserier avgjordes i bäst av 7 matcher.
Åttondelsfinaler (Konferenskvartsfinaler)
- Philadelphia 76ers - Buffalo Braves 1-2
- Milwaukee Bucks - Detroit Pistons 1-2

|  | Konferenssemifinaler | Konferenssemifinaler | Konferenssemifinaler |           |   | Konferensfinaler | Konferensfinaler | Konferensfinaler |  |  | NBA-final | NBA-final | NBA-final |
|  |                      |                      |                      |           |   |                  |                  |                  |  |  |           |           |           |
|  | 1                    | Golden State         | 4                    |           |   |                  |                  |                  |  |  |           |           |           |
|  | 5                    | Detroit              | 2                    |           |   |                  |                  |                  |  |  |           |           |           |
|  | 5                    | Detroit              | 2                    |           | 1 | Golden State     | 3                |                  |  |  |           |           |           |
|  | Western Conference   |                      |                      |           | 1 | Golden State     | 3                |                  |  |  |           |           |           |
|  |                      |                      | 3                    | Phoenix   | 4 |                  |                  |                  |  |  |           |           |           |
|  | 3                    | Phoenix              | 3                    | Phoenix   | 4 | 4                |                  |                  |  |  |           |           |           |
|  | 3                    | Phoenix              |                      |           |   | 4                |                  |                  |  |  |           |           |           |
|  | 2                    | Seattle              | 2                    |           |   |                  |                  |                  |  |  |           |           |           |
|  |                      |                      |                      |           |   |                  |                  |                  |  |  | W3        | Phoenix   | 2         |
|  |                      |                      | E1                   | Boston    | 4 |                  |                  |                  |  |  |           |           |           |
|  | 1                    | Boston               | 4                    |           |   |                  |                  |                  |  |  |           |           |           |
|  | 5                    | Buffalo              | 2                    |           |   |                  |                  |                  |  |  |           |           |           |
|  | 5                    | Buffalo              | 2                    |           | 1 | Boston           | 4                |                  |  |  |           |           |           |
|  | Eastern Conference   |                      |                      |           | 1 | Boston           | 4                |                  |  |  |           |           |           |
|  |                      |                      | 2                    | Cleveland | 2 |                  |                  |                  |  |  |           |           |           |
|  | 3                    | Washington           | 2                    | Cleveland | 2 | 3                |                  |                  |  |  |           |           |           |
|  | 3                    | Washington           |                      |           |   | 3                |                  |                  |  |  |           |           |           |
|  | 2                    | Cleveland            | 4                    |           |   |                  |                  |                  |  |  |           |           |           |

### NBA-final
Boston Celtics mot Phoenix Suns
| Match   | Datum  | Hemmalag | Bortalag | Resultat  | Not       |
| ------- | ------ | -------- | -------- | --------- | --------- |
| Match 1 | 23 maj | Boston   | Phoenix  | 98 - 87   |           |
| Match 2 | 27 maj | Boston   | Phoenix  | 105 - 90  |           |
| Match 3 | 30 maj | Phoenix  | Boston   | 105 - 98  |           |
| Match 4 | 2 juni | Phoenix  | Boston   | 109 - 107 |           |
| Match 5 | 4 juni | Boston   | Phoenix  | 128 - 126 | Eft.förl. |
| Match 6 | 6 juni | Phoenix  | Boston   | 80 - 87   |           |

Boston Celtics vann finalserien med 4-2 i matcher